# Кипьего, Салли Джепкосгеи
Салли Джепкосгеи Кипьего (англ. Sally Jepkosgei Kipyego, род. 19 декабря 1985 года) — американская бегунья кенийского происхождения на длинные дистанции, серебряный призёр Олимпийских игр 2012 года и чемпионата мира 2011 года на дистанции 10 000 метров.
Родилась в городе Капсовар. Заниматься лёгкой атлетикой начала в 2000 году. В 2001 году приняла участие в своих первых международных соревнованиях. На чемпионате мира по кроссу 2001 года заняла 8-е место в личном первенстве в забеге юниорок, а также стала серебряным призёром в командном зачёте. Серебряный призёр чемпионата мира 2011 года на дистанции 10 000 метров. На чемпионате Кении 2012 года заняла 3-е место в беге на 10 000 метров, тем самым гарантировала себе участие на Олимпиаде. На олимпийских играх завоевала серебряную медаль на дистанции 10 000 метров с результатом 30:26.37. Также она участвовала в беге на 5000 метров, где заняла 4-е место.
Её старший брат Майкл Кипьего также известный бегун.
В январе 2017 года получила американское гражданство.